# Ryan Crowther
Ryan John Crowther (* 17. September 1988 in Stockport) ist ein englischer Fußballspieler.

## Karriere
Crowther entstammt dem Jugendsystem von Stockport County, in dem er insgesamt neun Jahre lang spielte. Zu seinem Debüt in der Football League Two kam er am 2. Januar 2006 gegen Cheltenham Town, dem ersten Spiel des Klubs mit Jim Gannon als Trainer, der ihn kurz vor Spielende einwechselte. Sein zweiter Ligaeinsatz folgte im September, als er überraschend bei einer 0:3-Niederlage gegen Shrewsbury Town in der Startaufstellung stand. Im Sommer 2007 nahm er mit seinem Mannschaftskameraden Greg Tansey als Testspieler an der Sommertournee des FC Liverpool nach Italien teil. Während Tansey bei Stockport blieb, wechselte Crowther für eine sechsstellige Ablösesumme zu Liverpool.
Bei Liverpool spielte Crowther die folgenden beiden Jahre regelmäßig im Jugend- und Reserveteam. Er stand allerdings weder beim Sieg im Meisterschaftsfinale der Premier Reserve League 2008 noch beim Gewinn des Liverpool Senior Cups 2009 im Aufgebot. Im August 2009 wurde sein Vertrag aufgelöst, wie es zunächst hieß in gegenseitigem Einvernehmen. Erst ein Jahr später wurde bekannt, dass Crowther in volltrunkenem Zustand im Stadtzentrum von Watford auf dem Nachhauseweg nach einem Streit mit seiner Freundin grundlos einen am Straßenrand stehenden Taxifahrer zusammengeschlagen hatte, was den Klub zur sofortigen Vertragsauflösung veranlasste.
In der Folge absolvierte Crowther unter anderem beim AFC Bournemouth und Grimsby Town und seinem Jugendklub Stockport Probetrainings, zu einem neuen Vertrag reichte es allerdings nicht. Im August 2010 schloss er sich dem Sechstligisten Stalybridge Celtic an, sein dortiges Gastspiel war allerdings nur von kurzer Dauer, da er im September 2010 für seinen tätlichen Angriff wegen Körperverletzung zu vier Monaten Haft verurteilt wurde.
Nach seiner Haftentlassung schloss er sich im November 2010 dem Siebtligisten Ashton United an, im Juni 2011 wechselte er zum benachbarten Sechstligisten FC Hyde.